# Le Neubourg
Le Neubourg ist eine französische Gemeinde mit 4.251 Einwohnern (Stand: 1. Januar 2022) im Département Eure in der Region Normandie. Sie gehört zum Arrondissement Bernay und zum Kanton Le Neubourg (bureau centralisateur). Die Einwohner werden Neubourgois genannt.

## Geografie
Le Neubourg liegt etwa 22 Kilometer nordwestlich von Évreux auf der Hochebene von Le Neubourg. Umgeben wird Le Neubourg von den Nachbargemeinden Vitot im Norden, Crosville-la-Vieille im Osten und Nordosten, Le Tremblay-Omonville im Süden, Épreville-près-le-Neubourg im Südwesten, Villez-sur-le-Neubourg im Westen sowie Sainte-Opportune-du-Bosc im Nordwesten.

## Bevölkerungsentwicklung
| Jahr                       | 1962 | 1968 | 1975 | 1982 | 1990 | 1999 | 2006 | 2017 |
| Einwohner                  | 2835 | 3132 | 3498 | 3454 | 3639 | 3833 | 3964 | 4166 |
| Quellen: Cassini und INSEE |      |      |      |      |      |      |      |      |

## Sehenswürdigkeiten
- Kirche Saint-Pierre-et-Saint-Paul, seit 1938 Monument historique
- Altes Schloss, ursprünglich Burganlage aus dem 13. Jahrhundert, Umbauten aus dem 16. Jahrhundert, Monument historique seit 2002
- Schloss Le Champ-de-Bataille aus dem 17. Jahrhundert, Monument historique seit 1952/1971 und 1995
- Anatomiemuseum

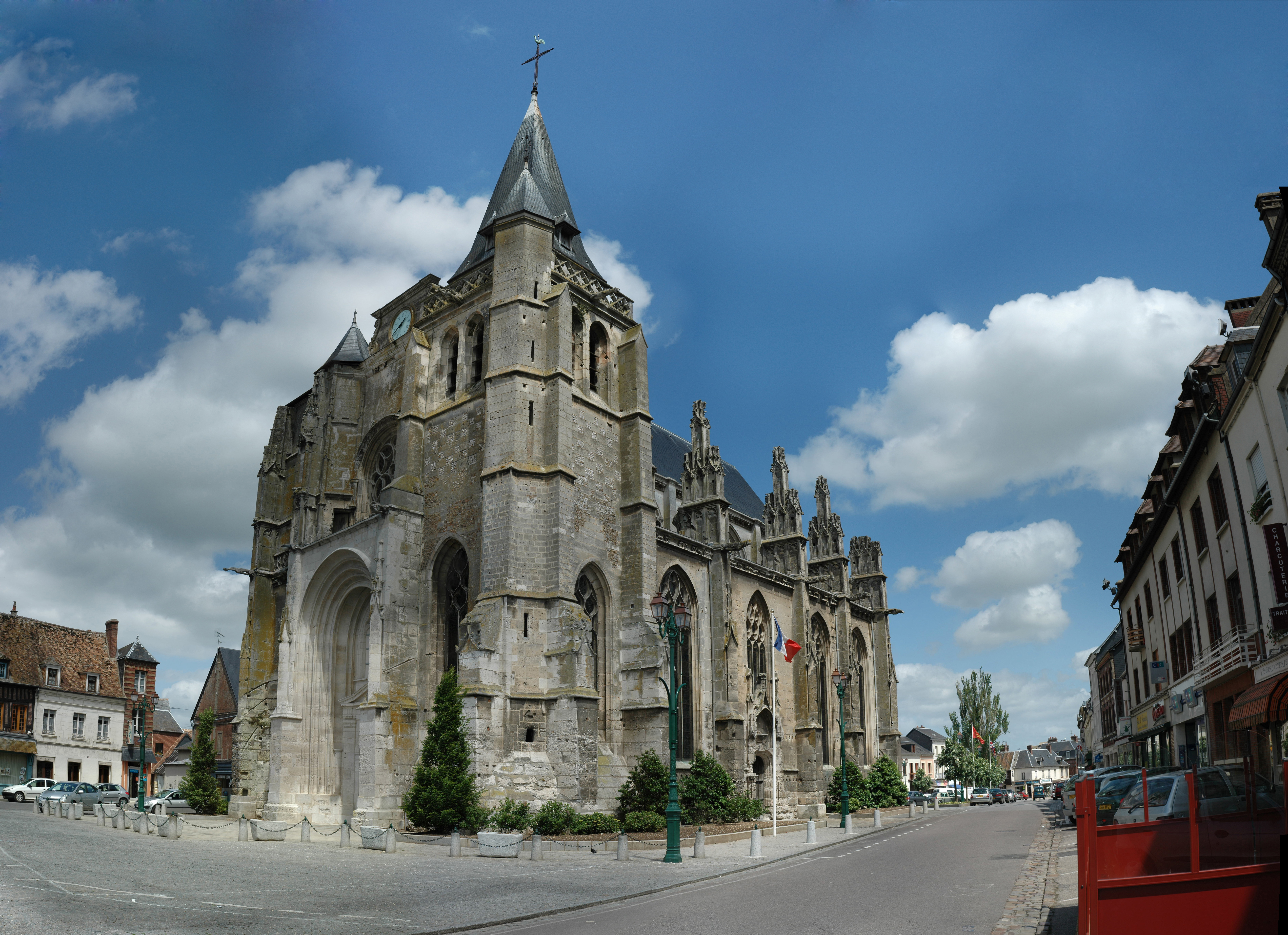
Kirche Saint-Pierre-et-Saint-Paul
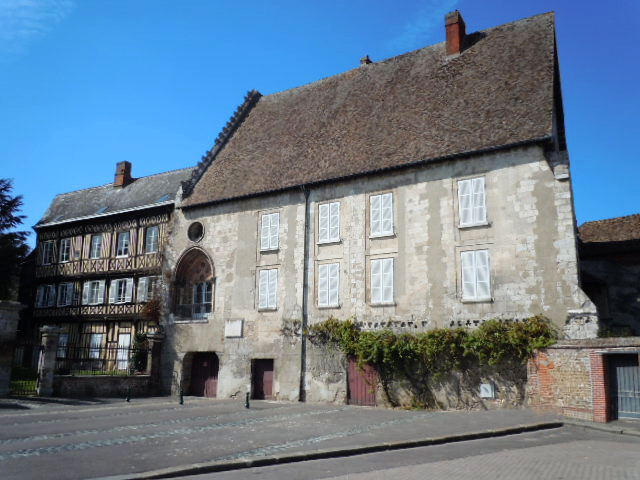
Altes Schloss
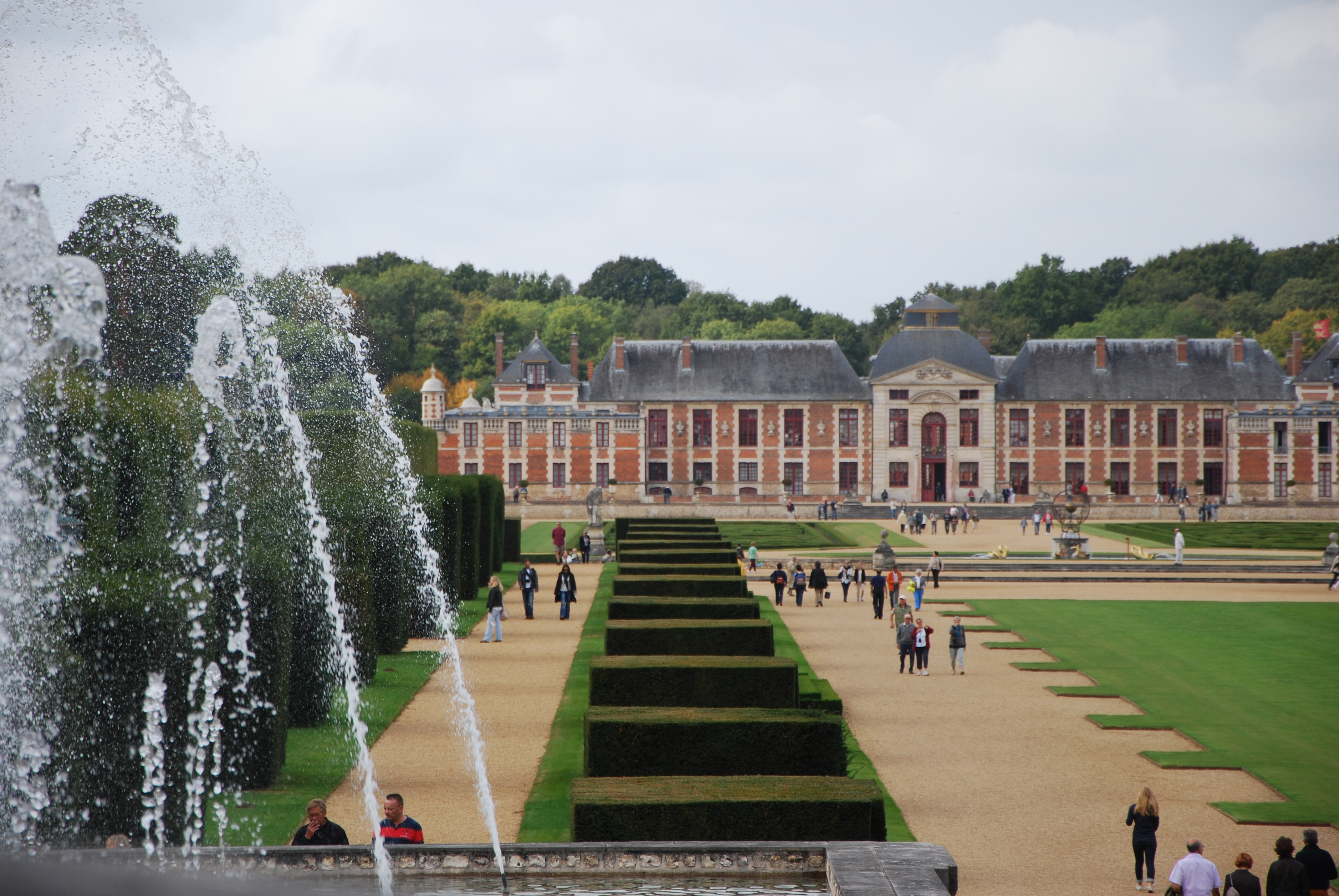
Schloss Le Champ-de-Bataille

## Persönlichkeiten
- Henry de Beaumont, 1. Earl of Warwick (gestorben 1119), normannischer Adeliger
- Louis Auzoux (1797–1880), Anatom
- Édouard Paul Mérite (1867–1941), Bildhauer, Tiermaler, Zeichner und Zeichenlehrer
- Roger Boucher (1885–1918), Organist und Komponist